# Кока-Нікулешть
Кока-Нікулешть, Кока-Нікулешті (рум. Coca-Niculești) — село у повіті Бузеу в Румунії. Входить до складу комуни Вінтіле-Воде.
Село розташоване на відстані 120 км на північ від Бухареста, 34 км на північ від Бузеу, 104 км на захід від Галаца, 87 км на схід від Брашова.

## Населення
За даними перепису населення 2002 року у селі проживала 151 особа, усі — румуни. Усі жителі села рідною мовою назвали румунську.